# Kenneth Douglas Taylor
Kenneth Douglas Taylor (* 5. Oktober 1934 in Calgary, Alberta; † 15. Oktober 2015 in New York City) war ein kanadischer Diplomat und Botschafter.

## Leben
Kenneth Douglas Taylor war Bachelor der Victoria University, Toronto und Master of Business Administration der University of California, Berkeley
Am 28. Juli 1977 wurde er zum Botschafter in Kuwait, Maskat, Doha, Abu Dhabi, Manama und Teheran ernannt, wo er am 8. Oktober 1977 akkreditiert wurde.
Während der Geiselnahme von Teheran stellte er für sechs US-amerikanische Diplomaten kanadische Reisepässe aus. Am 28. Januar 1980 wurden die Reisepässe für die Ausreise mit der Swissair nach Zürich genutzt, was die Vorlage zu Canadian Caper bildete. Er verließ Teheran, ohne dass sich sein Nachfolger akkreditiert hatte, die Botschaft Neuseelands leistete in der Folge gute Dienste als Schutzmacht für kanadische Interessen. Am 10. Juli 1980 wurde er als Commissioner in Hamilton, Bermuda beauftragt, wo er sich am 29. Mai 1981 vorstellte. 1980 wurde er, sowie weitere an dem Botschaftsasyl Beteiligte, in den Order of Canada aufgenommen und mit der Congressional Gold Medal ausgezeichnet. Von 1981 bis 1984 hatte er Exequatur als Generalkonsul in New York City und wurde anschließend in den Ruhestand versetzt. Er kehrte an die University of Toronto zurück, leitete als Kanzler die Victoria University at the University of Toronto. Von 1984 bis 1989 war er in der Geschäftsleitung der Nabisco.
Im Film Argo von Ben Affleck aus dem Jahr 2012 wird er von Victor Garber verkörpert.